# Karin Kneissl
Karin Kneissl, född 18 januari 1965 i Wien i Österrike, är en österrikisk diplomat, politiker och expert på Mellanöstern. Hon var Österrikes utrikes-, Europa- och integrationsminister från 18 december 2017 till  3 juni 2019.

## Utbildning
Kneissl tillbringade en del av sin barndom i Jordaniens huvudstad Amman, där hennes far arbetade som pilot åt kung Hussein och deltog i uppbyggandet av det jordanska flygbolaget Alia Airlines.
Åren 1983–1987 studerade hon juridik och arabistik vid Wiens universitet, en utbildning som hon avslutade med juridisk magisterexamen. Under sin ungdoms- och studenttid var hon bland annat aktiv i Amnesty International och understödde även andra internationella miljö- och människorättsorganisationer.
Under arbetet med sin doktorsavhandling i folkrätt om gränsbegreppet i Mellanösternkonflikten gjorde hon efterforskningar vid Hebreiska universitetet i Jerusalem och ett universitet i Amman i Jordanien. Under tiden arbetade hon som volontär på St. Louis French Hospital i Jerusalem och på en bank i Amman. Med ett stipendium studerade hon 1989–1991 på Center for Contemporary Arab Studies vid Georgetown University i Washington. Därefter studerade hon 1991–1992 vid École nationale d’administration i Paris. År 1992 lade hon fram sin avhandling vid universitetet i Wien och promoverades till Doctor iuris.
Kneissl talar förutom sitt modersmål tyska även engelska, franska, arabiska, spanska och italienska. Hon har också grundläggande kunskaper i hebreiska och ungerska.

## Yrkesliv
År 1990 inträdde hon i diplomatisk tjänst i Bundesministerium für auswärtige Angelegenheiten (utrikesministeriet). Från 1990 till 1998 var hon bland annat verksam i utrikesministerns kansli, i byrån för folkrätt och på utlandsposteringar i Paris och Madrid.
Efter att ha lämnat den diplomatiska tjänsten på hösten 1998 var hon till 2003 verksam som frilansjournalist i tysk- och engelskspråkiga tidningar. Bland annat var hon korrespondent i Slovenien för Die Presse och skrev artiklar för Neue Zürcher Zeitung. Från 2002 bidrog hon med politiska analyser inom områdena Mellanöstern och energipolitik i Österreichischer Rundfunk.
Samtidigt undervisade Kneissl från 1995 till 2004 vid Institut für Politikwissenschaft vid universitetet i Wien. Från 2000 undervisade hon parallellt vid Diplomatische Akademie Wien och höll även gästföreläsningar vid Landesverteidigungsakademie (”Försvarshögskolan”) och Theresianische Militärakademie i Wiener Neustadt. Hon hade också uppdrag som lärare vid det katolska, franskspråkiga Université Saint-Joseph i Beirut och vid Centre international des sciences de l’homme (CISH) i Byblos i Libanon och från 2007 vid EBS Universität für Wirtschaft und Recht i Oestrich-Winkel i Hessen. Tyngdpunkter i hennes undervisningsverksamhet är folkrätt, Mellanösterns historia och energimarknaden. Hon har därtill författat en rad fackböcker, bland annat i dessa ämnen.
Kneissl har varit vice president i österrikiska Gesellschaft für Politisch-Strategische Studien och styrelseledamot i den av henne medgrundade organisationen Whistleblowing Austria.

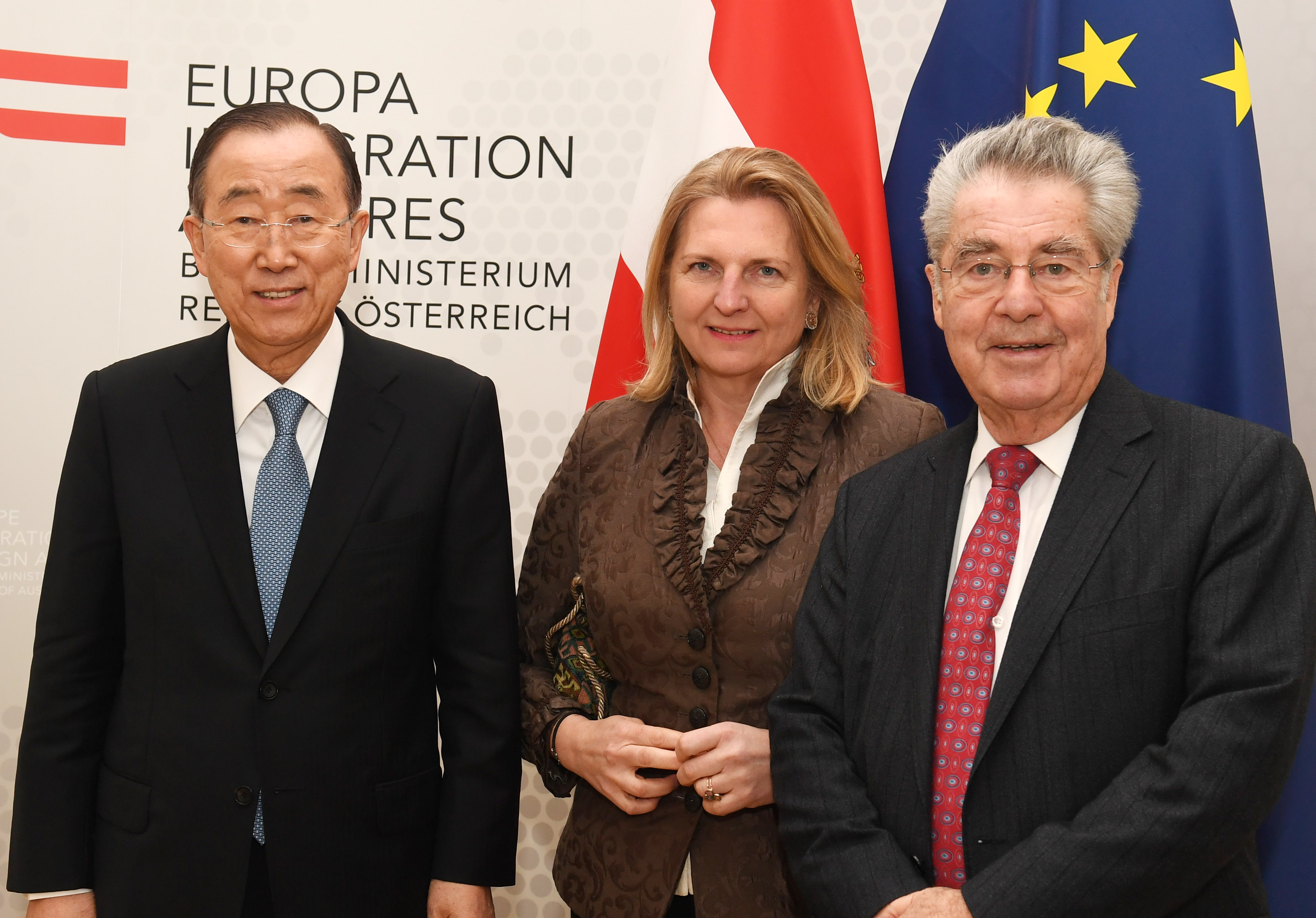
Ban Ki-moon, Karin Kneissl och Heinz Fischer i Wien den 3 januari 2018.

## Politisk verksamhet
Åren 2005–2010 var Karin Kneissl ledamot av kommunfullmäktige i Seibersdorf nära Wien (som partipolitiskt obunden, men invald på listan för Österreichische Volkspartei).
Inom ramen för sin publicistiska verksamhet har Kneissl flera gånger deltagit i samhällsdebatten. Exempelvis yttrande hon sig 2012 positivt rörande självständighetssträvandena i Katalonien.
Kneissl är i grunden positiv till Europeiska Unionen (EU), men har likväl utövat skarp kritik mot hur EU-samarbetet drivs. I juli 2016 kritiserade hon exempelvis Europeiska kommissionens ordförande Jean-Claude Juncker och betecknade honom som ”maktcyniker”, ”brysselsk kejsare”, ”knölaktig” och ”arrogant” och anklagade honom för att ”bryta överenskommelser när det föreföll honom användbart”. Hon har också konstaterat att den från Tyskland initierade utopistiska politiken med öppna gränser gjort att Brexit-rörelsen fick vind i seglen och att en del humoristiska britter kallade Tysklands förbundsregering för ”the Hippie government”. ”Att det med det okontrollerade tillflödet av flyktingar och migranter också skulle följa med terrorister till Europa var förväntat. Varje terrordåd och det europeiska manövrerandet – från knäfallet i Ankara till höga straff för icke uppfyllda mottagandekvoter – bekräftar EU-kritikerna i sina positioner och ökar bifallet till utträdesomröstningen. Trotsigt klandrar Merkel de andra för att vara osolidariska. Också den forna hippierörelsen såg världen genom rosa glasögon och sig själv som moraliskt överlägsen.”
Hon har också väckt uppmärksamhet med yttranden rörande migrationskrisen i Europa. Härvid kritiserade hon den tyska förbundskanslern Angela Merkels agerande och karakteriserade det som ”grovt vårdslöst”. Hon anklagade flera gånger EU för att ha misslyckats i migrationsfrågan och betvivlade över huvud taget EU:s linje och huruvida det är meningsfullt med en gemensam europeisk lösning. Överenskommelsen mellan EU och Turkiet den 18 mars 2016 betecknade hon som Unfug (ungefär dumheter). ”Därmed erhåller Erdoğan fria händer med sin förföljelsemani och Bryssel står i farligt beroende.” Kneissl påpekade också att migranterna till större delen utgjordes av ekonomiska migranter och till 80 procent unga män mellan 20 och 30 års ålder. Påven Franciskus predikningar ”indikerar gång på gång ignorans och en farlig naivitet” påtalade hon efter att påven hade jämfört migrantlägren i Grekland med koncentrationsläger.
Den 18 december 2017 tillträdde Karin Kneissl som utrikes-, Europa- och integrationsminister. Hon nominerades till posten av Freiheitliche Partei Österreichs (FPÖ) under regeringsförhandlingarna, men är partipolitiskt obunden. FPÖ:s partiledare Heinz-Christian Strache lovprisade henne som ”en storartad personlighet, kanske en kvinnlig [motsvarighet till] Bruno Kreisky i framtiden, när det gäller medling, acceptans och också marknadsföring av Österrike i utlandet”. Redan 2016 hade Strache övervägt att nominera Kneissl som förbundspresident, men hon avböjde kandidatur. Hon avgick som minister den 3 juni 2019.

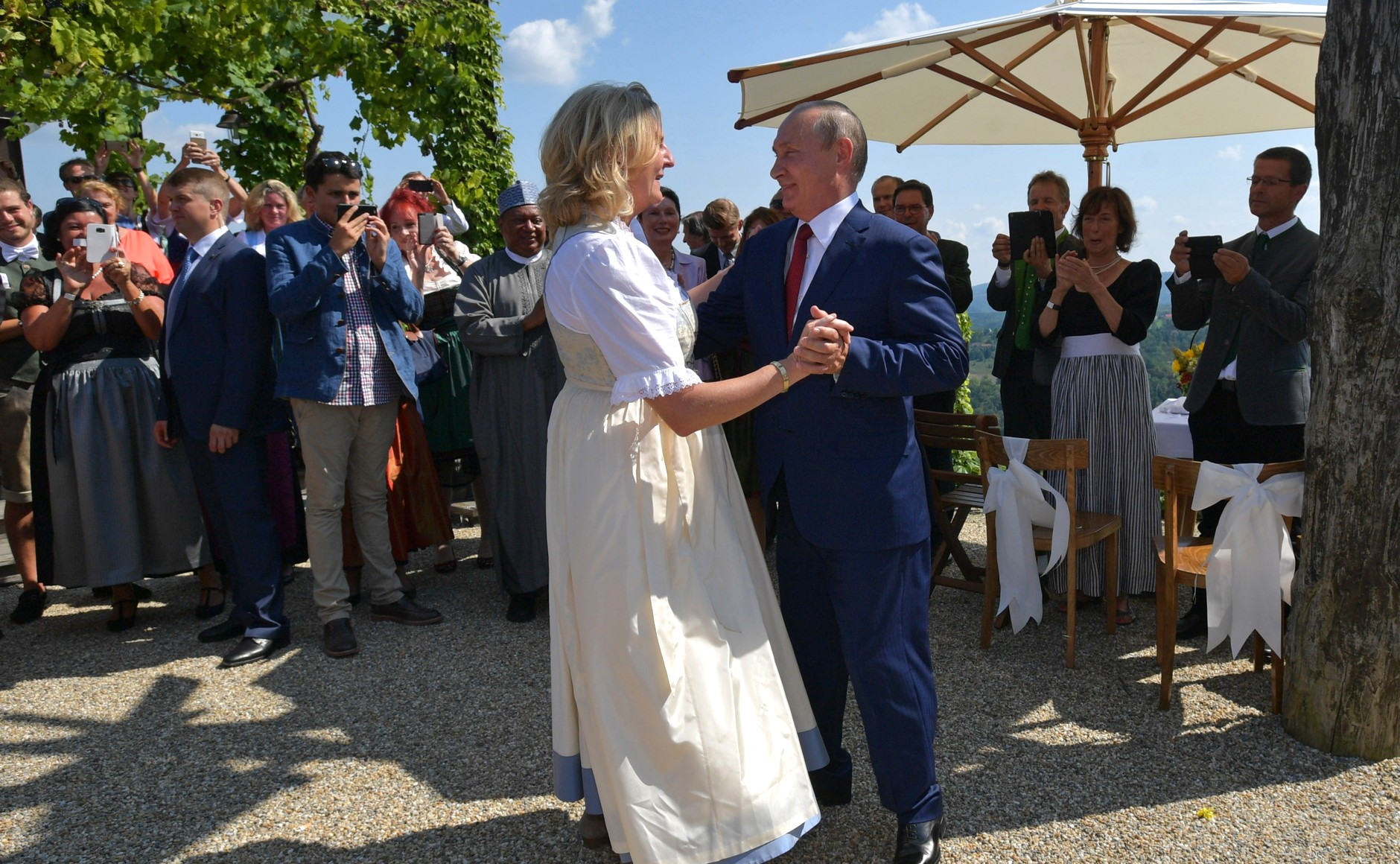
Putin och Kneissl, augusti 2018.

Under sin tid som utrikesminister gifte sig Kneissl med en österrikisk affärsman. Till bröllopet, som firades i augusti 2018 i en liten ort i södra Steiermark, fanns bland de inbjudna gästerna även Rysslands president Vladimir Putin, som uppvaktade med gåvor och även medförde en kosackkör. Händelsen väckte en bred internationell uppmärksamhet och kritik. 2023 tillbringade hon sin semester i den ryska byn Petrushovo.